# خوان فرنسيسكو غارسيا
خوان فرنسيسكو غارسيا هو ملحن دومينيكاني، ولد في 16 يونيو 1892 في سانتياغو دي لوس كاباليروس في جمهورية الدومينيكان، وتوفي في 18 نوفمبر 1974 في سانتو دومينغو في جمهورية الدومينيكان.